# Мост над Мала река
Мостът над Мала река (на сръбски: Мост изнад Мале Ријеке) е най-високият в Европа и към 2014 г. e втори по височина в света железопътен мост, след китайския мост Байпенджиянг (построен през 2001 г.).
През целия 20 век, това е най-високият мост в света по железопътната линия наричана не без основание „Гордостта на Тито“.
През 2015 г. ще остане трети по височина и след индийския мост Ченаб.
Намира се в Черна гора по железопътната линия Белград – Бар, и е инженерната атракция на страната.
Дължината на моста е 498,8 m, а височината му 200 m, като изграждането му продължава 4 години (1969 – 1973).
Мостът се намира към областта наричана от местните сърби – Кучка Крайна.